# ヤンキー・パシャ
ヤンキー・パシャ（英: Yankee Pasha, 独: In den Kerkern von Marokko, 西: Esclava de amor）は、1954年のアメリカ映画。1947年のエディソン・マーシャルの小説Yankee Pashaを原作とする。
マーナ・ハンセン、伊東絹子ほか、ミス・ユニバース1953の出場者が何人か出演している。

## 概要
テクニカラーで撮影。製作・配給はユニバーサル・ピクチャーズ。
原作はベストセラー。ユニバーサルはジェフ・チャンドラー（Jeff Chandler）を売り出すために本作映画化の権利を買い取った。
アメリカ合衆国では1954年3月17日公開。西ドイツでは1954年12月3日より上映された。
Lexikon des internationalen Filmsによると、本作は「ハリウッドのファンタジーを適度に演出し、色鮮やかな東方世界で西部劇の筋書きを表現した」ものである。米国の作家で人種差別研究家のジャック・シャヒーン（Jack Shaheen）は、自身の著書Reel Bad Arabs: How Hollywood Vilifies a Peopleの中で、本作はアラブ人に対してステレオタイプで人種差別的に描写していると述べ、とりわけアラブ人女性を中傷し、イスラム教を嘲笑していると非難している。

## あらすじ
1800年のマサチューセッツ州エセックス郡セイラム。毛皮猟師のジェイソン・スターバックがこの町にやってきた。ロクサーナ・レイルがスターバックに興味を持ち、二人は親しくなる。ところが、ロクサーナには婚約者がおり、スキャンダルを避けたいロクサーナの父は娘とともにフランスに出帆するも、海賊に殺され、ロクサーナは奴隷としてモロッコに売られる。
このことを知ったスターバックはモロッコに向かう。モロッコではアメリカ領事の助力もあり、スターバックはスルタンに紹介される。スターバックのライフルの腕前を気に入ったスルタンは、彼を軍隊の教官として雇い、専属奴隷としてリリスをあてがわれた。
この頃ロクサーナは、スルタンに対する叛逆を企てているオマール・イディンのもとに売られていた。スターバックは「勝った方が相手の奴隷をいただく」という条件でオマールに決闘を挑み、勝利する。ところが、スターバックがモロッコに来たのはロクサーナを取り戻すためだと知ったリリスが裏切り、ロクサーナはオマールに攫われてしまう。すぐに自責の念に駆られたリリスは、ロクサーナと服を交換して彼女を脱走させる。ロクサーナはスルタンに事情を説明する。
スルタンの部下・ハッサンと兵隊たちはオマールの城を攻撃する。オマールは城壁から落下して死亡、スターバックとロクサーナはボートで脱出に成功する。
ハッサンはオマールの陰謀をスルタンに報告、褒美としてリリスを与えられる。

## キャスト
- ジェフ・チャンドラー（Jeff Chandler）- ジェイソン・スターバック
- ロンダ・フレミング - ロクサーナ・レイル
- マミー・ヴァン・ドーレン -リリス
- リー・J・コッブ - スルタン
- レックス・リーズン - オマール・イディン
- ハル・マーチ（Hal March）-ハッサン
- アーサー・スペース（Arthur Space） - as Richard O'Brien (米国領事)
- Harem Girls　
  - クリスティアン・マルテル - as Miss Universe France ※ミス・ユニバース1953優勝（フランス代表）
  - マーナ・ハンセン - as Miss United States ※ミス・ユニバース1953準優勝（アメリカ代表）
  - 伊東絹子 - as Miss Japan ※ミス・ユニバース1953第3位（日本代表）
  - エミータ・アロセメーナ - as Miss Panama ※ミス・ユニバース1953 Top16（パナマ代表）
  - シノーベ・グルブランセン（Synove Gulbrandsen） - as Miss Norway ※ミス・ユニバース1953 Top16（ノルウェー代表）
  - アリシア・イバネス（Alicia Ibanez） - as Miss Uruguay ※ミス・ユニバース1953 Top16（ウルグアイ代表）
  - イングリッド・ミルズ（Ingrid Mills） - as Miss South Africa ※ミス・ユニバース1953 Top16（南アフリカ代表）
  - マクシン・モーガン（Maxine Morgan） - as Miss Australia ※ミス・ユニバース1953第5位（オーストラリア代表）
  - マラ・コーディ（Mara Corday） - クレジットなし
  - マーラ・イングリッシュ（Marla English） - クレジットなし
  - リサ・ゲイ（Lisa Gaye） - クレジットなし
  - ヴァナ・アイリーニー（Vanna Irenee） - クレジットなし

（出典:）